# Serventese
Il serventese, detto anche sirventese o sermentese, è un componimento strofico della metrica italiana che utilizza schemi e argomenti vari, anche se preferisce quelli a carattere didascalico e narrativo, sorto intorno al XIII e XIV secolo.
Nonostante il nome sia legato al provenzale sirventes, questo tipo di componimento ha il metro della canzone e pertanto non è collegabile al sirventes trobadorico.

## Tipologia
Vi sono diversi tipi di serventese:
- serventese caudato, non molto differente dalla saffica, formato da strofe tetrastiche di tre versi lunghi monorimi (generalmente endecasillabi) più un verso breve (generalmente quinario), in rima con i versi lunghi della strofa seguente: AAAb-BBBc-CCCd-ecc. Si tratta di una forma rara, attestata nel Duecento e nel Trecento, con rare sopravvivenze quattrocentesche: ne sono noti circa settantacinque esemplari.[1] Forma generalmente anonima, fu però coltivata anche da Iacopone da Todi, Domenico Cavalca, Antonio Pucci e Bianco da Siena, Schiavo di Bari.

 

Altissima regina incoronata

della superna glorïa beata,

chiamoti, madre, per mia avocata,

con tutto 'l cuore.

Benedetta sie tu a tutte l'ore,

etterna sposa del divino amore,

io ingrato misaro peccatore

a te m'apiglio.

Celestiale regina, el mio periglio,

provede, madre, pregando 'l tuo Figlio,

che me die gratia ch'i' sie suo famiglio,

fedel amante.

Bianco da Siena, lauda CXVII vv. 1-12.
- serventese bicaudato formato da endecasillabi e settenari secondo lo schema AAAbAb-BBBcBc che Gidino di Sommacampagna ha semplificato utilizzando endecasillabi + quadrisillabi-quinari.
- serventese duato formato da distici monorimi in versi vari (settenari, ottonari, novenari, endecasillabi):AA-BB-CC-ecc.

 

Sì com' altr' uomini vanno,

ki per prode e chi per danno,

per lo mondo tuttavia,

così m'andava l'altra dia

per un cammino trastullando

e d'un mio amor già pensando

e andava a capo chino.

Allora uscìo fuor del cammino

[. .]

(Incipit del Detto del gatto lupesco) 
- serventese incatenato o terza rima:ABABCBCDCDED.
- serventese incrociato formato da una strofa tetrastica di endecasillabi a rima alternata:ABAB-CDCD-ecc. Il nome di serventese incrociato è stato dato da Antonio da Tempo e da Gidino.
- serventese ritornellato o sesta rima formato da una strofa esastica di endecasillabi ABABCC-DEDEFF-ecc.

## Curiosità
Dante Alighieri, nel capitolo VI della Vita nova, asserisce di aver composto "una pìstola sotto forma di serventese" nella quale stila una sorta di classifica delle sessanta donne più belle di Firenze. Questa epistola, tuttavia, non è giunta a noi.